# بيرس بريندون
بيرس بريندون (بالإنجليزية: Piers Brendon)‏ هو كاتب ومؤرخ بريطاني، ولد في 21 ديسمبر 1940 في Stratton, Cornwall ‏ في المملكة المتحدة.

## وصلات خارجية
- بيرس بريندون على موقع IMDb (الإنجليزية)